# Jaurrieta
Jaurrieta è un comune spagnolo di 238 abitanti situato nella comunità autonoma della Navarra.